# Абдулла Ад-Досарі
Абдулла Ад-Досарі (араб. عبد الله صالح, нар. 1 листопада 1969) — саудівський футболіст, що грав на позиції захисника за клуб «Аль-Іттіхад» та національну збірну Саудівської Аравії у складі якої — дворазовий володар Кубка Азії з футболу.

## Клубна кар'єра
На клубному рівні грав за «Аль-Іттіхад».

## Виступи за збірні
1989 року залучався до складу молодіжної збірної Саудівської Аравії.
1988 року дебютував в офіційних матчах у складі національної збірної Саудівської Аравії. Протягом кар'єри у національній команді, яка тривала 14 років, провів у формі головної команди країни 59 матчів, забивши 1 гол.
Протягом кар'єри у збірній був учасником трьох Кубків Азії, у двох з яких — 1988 року в Катарі і 1996 року в ОАЕ  — саудівці виходили тріумфаторами, а одного разу, 1992 року в Японії, стали віце-чемпіонама Азії. 
Також брав участь у розіграші Кубка конфедерацій 1992 року та чемпіонаті світу 1994 року у США, де азійська збірна неочікувано для багатьох вийшла до стадії плей-оф.

## Титули і досягнення
- Володар Кубка Азії з футболу (2):

1988, 1996